# Ernesto Cabeza
Ernesto Cabeza Belmonte (Huahuel Niyeo, Territorio Nacional del Río Negro, Argentina; 3 de diciembre de 1923 - Buenos Aires, Argentina; 21 de septiembre de 1980) fue un músico argentino, destacado guitarrista, autor y compositor, fue además vocalista, arreglador y primera guitarra del conjunto folklórico argentino Los Chalchaleros.

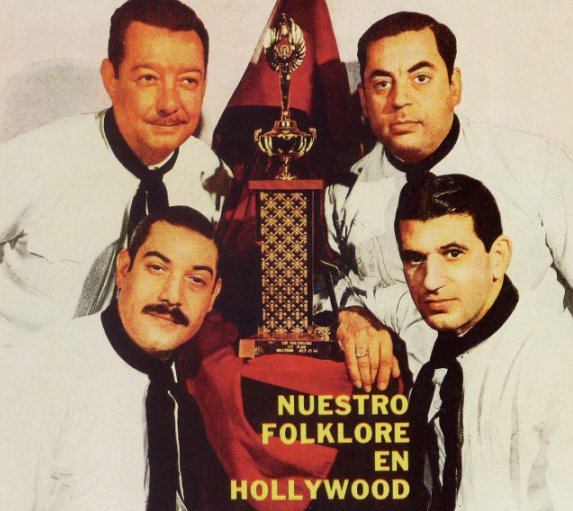
Ernesto Cabeza (abajo, a la derecha), como miembro del conjunto Los Chalchaleros. Portada del álbum "Nuestro folklore en Hollywood", editado en 1965. En este álbum sale una obra compuesta por él junto con Jaime Dávalos, "Tiempo cereal".

Amén de poseer una vasta formación académica como guitarrista y artista folklórico, con formación también en la música flamenca, también fue un intuitivo, con un oído muy desarrollado y gran habilidad para ejecutar la guitarra. Integrante de Los Chalchaleros desde 1953 hasta su muerte, fue junto a Juan Carlos Saravia (miembro fundador del grupo), forjador del estilo tan característico del conjunto, que sirvió de inspiración a otros artistas de la Música folklórica de Argentina. Además, se destacó como notable compositor, estableciendo un binomio autoral memorable con el poeta salteño Jaime Dávalos, con quien compuso la famosa zamba La nochera, publicada en 1948.
Era hermano de la también música y escritora Amelia Cabeza, conocida popularmente como Amy Patterson.

## Biografía

### Primeros años
Ernesto Cabeza nació en Huahuel Miyeo (referenciada a veces como Huahuel-Niyeu), donde actualmente se encuentra la localidad rionegrina de Ingeniero Jacobacci en 1923. Fue el noveno de doce hermanos. Sus padres eran de origen español y su padre era ingeniero civil y empleado ferroviario. En 1927 la familia se trasladó a la provincia de Salta, donde Ernesto pasó toda su infancia, imbuido en las manifestaciones folklóricas de la provincia, y del Noroeste argentino, dentro de un ambiente sumamente nutrido por la música (su padre tocaba cinco instrumentos).
Cursó sus estudios secundarios en la ciudad de Salta. Luego de concluirlos y hacer el Servicio militar obligatorio como soldado camillero, ingresó a trabajar en el ingenio "San Martín" de El Tabacal. 
En 1946 se trasladó con sus hermanos a Buenos Aires, para continuar sus estudios musicales y folklóricos. Allí, fue alumno del docente y guitarrista clásico José Martínez Zárate y del también docente y guitarrista flamenco Pepe Monreal. Durante su estadía en la ciudad, fue integrante de un quinteto de guitarras de música clásica, y junto a sus hermanos, se adentró en las danzas folklóricas de Argentina junto a los Hermanos Ábalos. Ernesto tomó como principal referente a uno de ellos, Adolfo Ábalos.
A su regreso a Salta, alternó su oficio de carpintero con su participación en el conjunto "El Chañarcito", dirigido por el bandoneonista salteño Marcos Thames. En este conjunto conoció y trabó amistad con otro músico salteño, el "Payo" Gustavo Adolfo Solá, con quien luego formó un dúo llamado "Romance", con el cual se supieron presentar en una radio salteña, con glosas y presentación de Guillermo Pelayo Patterson.

### Trayectoria con Los Chalchaleros
En 1953, tras una recaída en su salud, José Antonio Saravia Toledo dejó su puesto de director e integrante del conjunto Los Chalchaleros. Un integrante del grupo, Ricardo Dávalos, era allegado de Cabeza, y le ofreció integrar el conjunto. Aunque al principio dudó de abandonar Salta, finalmente aceptó y se integró al grupo, asumiendo el rol de arreglista y primera guitarra. 
Sus vastos conocimientos y su obra autoral fueron base fundamental para desarrollar el estilo del conjunto, en el que permaneció 27 años. Era, además, quien se ocupaba del repertorio del grupo, proponiendo o dando su visto bueno a cada tema que era incorporado. En su primera sesión de grabación con Los Chalchaleros en el sello RCA Víctor, en diciembre de 1953, el grupo grabó 10 temas seguidos, todos preparados y arreglados por él. 
Hasta su muerte, en 1980, participó de todas las giras del grupo, recibiendo con él diferentes reconocimientos y premios. No obstante, su personalidad reservada y su férrea decisión de no hablar en público lo mantuvieron en un perfil muy bajo. Durante su estadía en el grupo, trabó amistad con otros referentes del folklore argentino, como Atahualpa Yupanqui, Jorge Cafrune, Alberto Merlo, Roberto Cambaré, el uruguayo Alfredo Zitarrosa y el charanguista Jaime Torres
En la década de 1970, también sus hijas y su único hijo varón conformaron un grupo folklórico, "Las Calandrias y el Jilguero", que solían presentarse en la televisión porteña y supieron compartir temporadas de verano en Mar del Plata con Los Chalchaleros y Los Zorzales.
Durante la gira del conjunto en España en 1975, Cabeza casi muere tras un accidente automovilístico. Debido a los compromisos ya asumidos, donde se estipulaba que debían ser cuatro integrantes, debió ser "falsamente" reemplazado momentáneamente por un conocido de Pancho Figueroa (integrante del grupo), mientras Cabeza permanecía internado. Dicho individuo no era músico, por lo tanto, en las actuaciones del grupo solo pudo imitar una cierta mímica con una guitarra, mientras Figueroa se ocupaba de la primera guitarra.

### Enfermedad y fallecimiento
Durante la temporada de verano de 1980 en Mar del Plata, que el conjunto efectuaba junto a Mariano Mores, Tita Merello y gran elenco, Cabeza comenzó a manifestar pronunciadas dolencias. Allí fue diagnosticado de cáncer de esófago. Aunque le prometieron que se recuperaría tras hacer reposo, los médicos le confiaron a su par Juan Carlos Saravia, y a la esposa de Cabeza que el estado de su enfermedad era muy avanzado y su salud estaba muy comprometida.
Debido a sus dolencias, desistió de continuar actuando con el grupo el resto de la temporada, y decidió que lo suplantara el hijo de Juan Carlos, Facundo Saravia. 
Falleció en Buenos Aires el 21 de septiembre de 1980, y fue sepultado en el panteón de SADAIC del cementerio de La Chacarita. Poco después, sus restos fueron llevados a Campo Quijano, donde reposan actualmente.

### Vida privada
Debido a su carácter reservado y a su persistencia en no hablar en público, los únicos detalles de su vida privada han sido brindados por Juan Carlos Saravia. 
Tuvo un primer matrimonio con Ruth Arancibia, con quien tuvo dos hijas, luego se separó y conoció a la maestra de sus sobrinos, María Modesta Almada, con quien se casó y tuvo seis hijos, residiendo en Haedo. Su único hijo varón fue bautizado con su nombre, Ernesto, pero de pequeño fue apodado "Paco". Actualmente es también artista y guitarrista.

## Actividad musical

### Intérprete
Como guitarrista, integró en 1946 un quinteto de guitarras que interpretaba obras clásicas, principalmente de Fernando Sor, Johann Sebastian Bach, entre otros. En la década de 1950, antes de ingresar a Los Chalchaleros, fue integrante del conjunto "El Chañarcito", y luego conformó un dúo con el "Payo" Solá.
Durante el resto de su trayectoria, fue primera guitarra de Los Chalchaleros, haciendo para cada obra una introducción musical arreglada por él mismo. 
Otro de sus grandes aportes que le dio trascendencia al estilo del conjunto fueron sus arreglos en determinados temas para ser ejecutados con dos bombos, destacándose el gran suceso a dos bombos del grupo, Chakai manta, obra compuesta por los Hermanos Ábalos. Otros temas arreglados a dos bombos fueron Casas más, casas menos, La Blanca Rosa, Baguala de Cachi, La overa, A vos te ha'i pesar, Chacarera del finado, La gorda, Zamba del regreso, Amalhaya, Zambita de allá y Mi pachamama.
Su labor como organizador del repertorio del grupo dio lugar a numerosas creaciones, destacándose la zamba "Jamás", que él oyó interpretada por un amigo suyo de Comodoro Rivadavia, a la que el grupo debió arreglar y modificar varias veces para poder grabarla.
Supo comentar su compañero de grupo, Juan Carlos Saravia:

La guitarra y él se unieron, logrando una simbiosis donde no se sabía donde comenzaba uno y terminaba el otro. La tocaba levantada, apoyada sobre su pecho.

### Obra autoral
Como compositor tuvo una producción prolífica, usualmente acudiendo a diferentes letristas, principalmente a Jaime Dávalos, Guillermo Pelayo Patterson, José Ríos y Marcelo Ferreyra.
Otras obras han sido colaboraciones con su propia esposa, María Modesta Almada (Sonora lluvia, inédita), con Oscar Valles (La Armando Saavedra, Alma salteña), con Ramón Navarro (Chayita del solitario), Roberto Cambaré (Con tu recuerdo, Zamba en flor), Hilmar Calleja (Niña serrana, Añorando), David Ferreyra (Tristeza de mi soledad), Juan Carlos Chazarreta (Bienhaiga mi tierra) o Juan Carlos Zaraik Goulou (Niña dormida, La maduradita, Al hidalgo caballero de La Mancha, Reflexiones para mi hija).

#### Primeras obras
Sus primeras obras fueron escritas entre 1948 y 1950, siendo canciones generalmente compuestas con letras de sus cuñados Carlos Luzuriaga y Guillermo Pelayo Patterson. Algunas de ellas compuestas con Pelayo Patterson fueron grabadas por Los Chalchaleros: Mañanitas mendocinas (en 1954), Noches de Salta (en 1956, en la primera sesión en RCA Víctor con Aldo Saravia) y Ha llega'o la Nochebuena (en 1963, para el álbum "For export", primer álbum del grupo en sonido stéreo). La obra Del quebrachal a la caña recién fue llevada al disco en 1974 por la cantora salteña Adelina Villanueva.

#### Con Jaime Dávalos
En 1948, Ernesto Cabeza compuso en Buenos Aires una melodía, a la que inicialmente le puso letra su cuñado Carlos Luzuriaga, y que tituló La naranjera. No conforme con el resultado, aprovechó su encuentro con Jaime Dávalos en Animaná (provincia de Salta) para solicitarle que le pusiera una letra nueva. 
En su libro Cancionero, Dávalos recuerda:

Cabecita daba y temaba con una zamba a la que su cuñado Pelayo Paterson le había puesto letra. A Cabeza no le convencía y me pidió que intentara pisarle la gallinita con mi gallo.

Aunque Dávalos señala que la autoría era de Pelayo Patterson, Cabeza afirma en la única entrevista que brindó en 1962 a la revista "Folklore", que la letra era de Luzuriaga, recordando una de las estrofas escritas para La naranjera.
Con La nochera y Zamba de la siembra, Dávalos y "Cabecita" inauguraron su binomio. La primera fue llevada al disco por Eduardo Falú en 1953, y a los meses fue grabada por Los Chalchaleros, en la misma sesión en la que grabaron la segunda. Volverían a grabarla en dos oportunidades más: en 1973 en España y en 1993 en Alemania, ya muertos sus autores. En adelante, el tema La nochera luego fue versionado por diferentes artistas argentinos.
Con el pasar del tiempo escribieron numerosas obras interpretadas tanto por Los Chalchaleros como por otros artistas: Zamba enamorada, Chacarera trasnochada, Tiempo dorado, Zamba correntina, Vidala del árbol solo, Flor de nogal, Tiempo cereal, La mocita. Entre sus últimas obras con Dávalos figura la que compusieron en 1979, Vivo en tu amor, que dio nombre al último álbum que preparó Ernesto para Los Chalchaleros, pero que no llegó a grabar. La Zamba de la negrita, compuesta también por ambos, fue grabada por el cantautor cordobés Abel Figueroa, y por el conjunto Los Puesteros de Yatasto en la década de 1960.

#### Con José Ríos
Entre las obras más destacadas de Ernesto Cabeza con la poesía del salteño José Ríos, se destaca la zamba La guitarra perdida, compuesta luego de que "Cabecita" sufriera el robo de su guitarra a mediados de 1965, durante un levantamiento militar. Recuerda Juan Carlos Saravia:
Esta zamba nació la noche que le robaron del auto la guitarra a Ernesto. Cuando se enteró Ríos casi se pone a llorar; entonces escribió un poema llamando a la guitarra, un poema al que suscribimos todos, porque realmente la guitarra de Ernesto era un instrumento de lujo, casi angelical... Un día, como a los 10 años del incidente del robo, yo me reencontré fugazmente con la vieja guitarra de Ernesto en un estudio de Radio Splendid, en el que tocábamos nosotros, y luego una orquesta de tango... Reconocí la guitarra sobre un piano de cola. Salí corriendo del estudio a buscar a Ernesto, pero cuando volvimos, la guitarra había sido enfundada y cargada por su nuevo dueño, a quien no pudimos conocer.
Otras obras célebres del binomio con José Ríos fueron Argentina que canta (compuesta con motivo de los 150 años de la Independencia argentina), La misma estrella y La buena moza.

##### Con Marcelo Ferreyra
Algunas obras de la autoría del poeta santiagueño Marcelo Ferreyra (a veces referenciado como Ferreira) ya formaban parte del repertorio de Los Chalchaleros, destacándose la Chacarera del finado editada en 1962, a la que Cabeza le hizo un arreglo para interpretar con dos bombos, y el gato El upialo, grabado en 1964.
En 1966 apareció grabada por el conjunto una de las primeras obras compuestas por Cabeza y Ferreyra: El sacha cantor, chacarera grabada en 1966 con introducción e intervalos compuestos por dúos de silbidos.
En adelante, el conjunto grabó diferentes obras de este binomio: El castiquichua, Noches santiagueñas, Viejo pueblo, Pago hermano y Gatito para mi canto,

#### Con integrantes de Los Chalchaleros
Con dos integrantes de Los Chalchaleros logró componer un gran número de obras que ampliaron el repertorio del grupo.
Con Víctor José Zambrano (integrante del grupo de 1948 a 1956, y de 1961 a 1965) compusieron Alma de nogal, Rastro del tiempo, Zamba adentro y Pisando el Portezuelo, siendo Alma de nogal la más trascendente, ya que formó parte del repertorio del grupo hasta su disolución. 
Con Juan Carlos Saravia compusieron un gran número de obras: Un día... (retitulada Siempre por qué), Sueños de Nochebuena, Río Calchaquí, Amor y distancia, Siempre poeta, Poncho seclanteño, todas grabadas por el conjunto. La única que nunca grabaron fue Estoy pidiendo perdón, que aún permanece inédita.